# Cilunculus kravcovi
Cilunculus kravcovi är en havsspindelart som beskrevs av Pushkin, A.F. 1973. Cilunculus kravcovi ingår i släktet Cilunculus och familjen Ammotheidae.
Artens utbredningsområde är Södra Ishavet. Inga underarter finns listade i Catalogue of Life.